# Rafael Wieser
Rafael Wieser (* 19. Juli 1985 in Hall in Tirol) ist ein österreichischer Schauspieler.

## Leben
Rafael Wieser verbrachte seine Kindheit und Jugend in Innsbruck in Tirol. Während einer kaufmännischen Lehre entdeckte er die Schauspielerei für sich. Nach der Abendschule begann er ohne spezielle Motivation ein Studium der Erziehungswissenschaften an der Leopold-Franzens-Universität Innsbruck. Um jedoch eine solide Schauspielausbildung zu erhalten, zog er nach Wien. Dort schloss er die Ausbildung an der Schauspielakademie Elfriede Ott 2013 mit einem Diplom der paritätischen Kommission ab.
Bereits während seiner Ausbildung bei Elfriede Ott war er als Schauspieler auf den unterschiedlichsten Bühnen zu sehen. In der Spielzeit 2010/11 war er am Theater in der Josefstadt für Todestanz/Lebenstanz unter der Regie von Günter Krämer engagiert und 2013/14 spielte er in Hochzeit auf Italienisch unter der Regie von Thomas Birkmeir. 2013 gastierte er bei den Nestroyspelen Schwechat in Die beiden Herren Söhne, Regie: Peter Gruber. Es folgten weitere Engagements am Theater der Jugend Wien. In der Spielzeit 2013/14 war er als Danny Wallace in Nennt mich nicht Ismael! unter der von Regie von Stefan Behrendt sowie als Professor in Emil und die Detektive unter der Regie von Gerald Maria Bauer zu sehen. In der Spielzeit 2014/15 verkörperte er die Rolle des Klinge in Freak in der Regie von Sandra Cervik und 2015/16 war er Klas in Kalle Blomquist lebt gefährlich zu sehen.
Ab 2016 war er bis 2021 jeden Sommer am Stadttheater Berndorf unter der Intendanz von Kristina Sprenger zu sehen. 2022 spielte er erneut am Theater der Jugend in dem Stück Supergute Tage in einer Inszenierung von Carmen Schwarz.
Er ist seit 2018 vermehrt auch für Film und Fernsehen tätig.
Rafael Wieser lebt in Wien.

## Filmografie (Auswahl)
- 2023: Landkrimi – Der Tote in der Schlucht (Fernsehreihe)